# Émilien Jacquelin
Émilien Jacquelin (11 luglio 1995) è un biatleta francese.

## Biografia
In Coppa del Mondo ha esordito il 30 novembre 2017 a Östersund (35º in individuale) e ha ottenuto il primo podio il 10 dicembre successivo a Hochfilzen (3ª in staffetta) e la prima vittoria nella staffetta di Ruhpolding del 18 gennaio 2020.
Ai XXIII Giochi olimpici invernali di Pyeongchang 2018, sua prima presenza olimpica, si è classificato 77º nell'individuale e 5º nella staffetta.
Ai Mondiali di Anterselva 2020 ha conquistato l'oro nella staffetta e nell'inseguimento. Nel corso della stagione 2019-2020 ha conquistato la Coppa del Mondo di inseguimento. Ai XXIV Giochi olimpici invernali di Pechino 2022 ha vinto la medaglia d'argento nella staffetta e nella staffetta mista; ai Mondiali di Oberhof 2023 ha vinto la medaglia d'oro nella staffetta, quella di bronzo nella staffetta mista e si è classificato 36º nella sprint, 20º nella partenza in linea e 37º nell'individuale, a quelli di Nové Město na Moravě 2024 ha conquistato la medaglia di bronzo nella staffetta e si è piazzato 9º nella sprint, 13º nell'inseguimento, 5º nell'individuale e 11º nella partenza in linea e a quelli di Lenzerheide 2025 ha vinto la medaglia d'oro nella staffetta mista ed è stato 19º nella sprint, 15º nell'inseguimento, 67º nell'individuale e 11º nella partenza in linea.

## Palmarès

### Olimpiadi
- 2 medaglie:
  - 2 argenti (staffetta, staffetta mista a Pechino 2022)

### Mondiali
- 10 medaglie:
  - 5 ori (inseguimento[1], staffetta[1] ad Anterselva 2020; inseguimento [1] a Pokljuka 2021; staffetta a Oberhof 2023; staffetta mista a Lenzerheide 2025)
  - 5 bronzi (staffetta singola mista[1], partenza in linea[1] ad Anterselva 2020; sprint[1] a Pokljuka 2021; staffetta mista a Oberhof 2023; staffetta a Nové Město na Moravě 2024)

### Mondiali juniores
- 1 medaglia:
  - 1 bronzo (staffetta a Minsk 2015)

### Europei
- 1 medaglia:
  - 1 argento (staffetta individuale a Val Ridanna 2018)

### Coppa del Mondo
- Miglior piazzamento in classifica generale: 5º nel 2020 e nel 2022
- Vincitore della Coppa del Mondo di inseguimento nel 2020
- 50 podi (26 individuali, 24 a squadre), oltre a quelli conquistati in sede iridata e validi anche ai fini della Coppa del Mondo:
  - 13 vittorie (3 individuali, 10 a squadre)
  - 20 secondi posti (11 individuali, 9 a squadre)
  - 17 terzi posti (12 individuali, 5 a squadre)

#### Coppa del Mondo - vittorie
| Data             | Località                | Nazione   | Specialità                                                           |
| ---------------- | ----------------------- | --------- | -------------------------------------------------------------------- |
| 18 gennaio 2020  | Ruhpolding              | Germania  | RL (con Martin Fourcade, Simon Desthieux e Quentin Fillon Maillet)   |
| 25 gennaio 2020  | Pokljuka                | Slovenia  | SMX (con Anaïs Bescond)                                              |
| 10 gennaio 2021  | Oberhof                 | Germania  | SMX (con Julia Simon)                                                |
| 15 gennaio 2021  | Oberhof                 | Germania  | RL (con Simon Desthieux, Quentin Fillon Maillet e Fabien Claude)     |
| 23 gennaio 2021  | Anterselva              | Italia    | RL (con Antonin Guigonnat, Quentin Fillon Maillet e Simon Desthieux) |
| 19 dicembre 2021 | Annecy Le Grand-Bornand | Francia   | MS                                                                   |
| 25 novembre 2023 | Östersund               | Svezia    | MX (con Quentin Fillon Maillet, Justine Braisaz e Lou Jeanmonnot)    |
| 1º dicembre 2024 | Kontiolahti             | Finlandia | RL (con Fabien Claude, Quentin Fillon Maillet ed Èric Perrot)        |
| 6 dicembre 2024  | Kontiolahti             | Finlandia | SP                                                                   |
| 15 dicembre 2024 | Hochfilzen              | Austria   | RL (con Fabien Claude, Quentin Fillon Maillet ed Èric Perrot)        |
| 17 gennaio 2025  | Ruhpolding              | Germania  | RL (con Émilien Claude, Fabien Claude e Quentin Fillon Maillet)      |
| 25 gennaio 2025  | Anterselva              | Italia    | RL (con Fabien Claude, Quentin Fillon Maillet ed Èric Perrot)        |
| 6 marzo 2025     | Nové Město na Moravě    | Rep. Ceca | SP                                                                   |

Legenda:

SP = sprint

MS = partenza in linea

RL = staffetta

MX = staffetta mista

SMX = staffetta singola mista